# Mydaea nudiseta
Mydaea nudiseta är en tvåvingeart som beskrevs av Stein 1920. Mydaea nudiseta ingår i släktet Mydaea och familjen husflugor. Inga underarter finns listade i Catalogue of Life.